# ونگ ونگ
ونگ ونگ (انگلیسی: Weng Weng; ۷ سپتامبر ۱۹۵۷ – ۲۹ اوت ۱۹۹۲) هنرپیشه، و بازیگر سینما اهل فیلیپین بود. نام او به عنوان کوتاه قدترین بازیگر بالغ سینما با ۸۳ سانتی متر در کتاب رکوردهای گینس ثبت شده‌است.